# 賓漢
是一部於1959年上映的美國電影，劇情改編自小說《賓漢：基督的故事》，由影史大師威廉·惠勒執導，查爾登·希士頓主演，榮獲AFI百年百大电影第72名。此片是第一部获得11項奧斯卡獎的電影（此紀錄保持長達40年後才被《鐵達尼號》、《魔戒》追平）。《賓漢》是1907年及1925年黑白片同名電影的重拍版。

## 劇情
通過描写一個生活於羅馬帝國时期，名為「賓漢」的貴族青年的故事，此電影敘述了帝國之富盛時期耶穌的事跡。
在耶路撒冷，宾虚家族作为最有权势的家族，由年輕有为的猶大·賓漢担任一家之主。猶大的兒時好朋友馬生拉从罗马回到犹大所在的省份当护民官，并且想要通过严苛镇压当地犹太反对罗马统治的思想以获得皇帝的青睐。马生拉希望犹大能够以犹太贵族的身份说服反对罗马统治的的犹太人，同时也能揭发那些顽固的反罗马势力以便镇压。但是犹大拒绝出卖自己的人民，两人也因此不再往来。不久罗马派来的新任总督到耶路撒冷上任。在总督遊行时，犹大和妹妹也站在自己家墙楼上观看。由于屋瓦年久松动，犹大妹妹不小心碰落了一块，不巧砸中了經過「賓漢府」的总督。犹大，母亲和妹妹全部被抓走。馬生拉负责調查此事，他知道這是意外。但是为了展现他秉公执法，连好友也绝不开恩，同时也顺便铲除不愿意揭发同胞的犹大。所以马生拉将犹大未经审判就直接流放去服苦役。 
在离开家乡的路上，押解的士兵也对犹大刻意刁难。犹大百般受苦，就在他快要被活活渴死的时候，一个人（耶稣）喂了他一瓢凉水，使得犹大得以活著到達流放地，并有了生存的希望。犹大被分配到罗马戰船划槳服苦役。在一次海戰中，犹大所在战船被毁，猶大救了在船上督戰、地位僅次於皇帝的執政官，并阻止了以为战败的執政官自杀。没想到船雖沉没，但是战斗却取得了胜利。執政官也因此得到了羅馬皇帝提庇留的嘉奖。作为回报，犹大在執政官的帮助下被赦免了苦役，并被其收作义子。
猶大決定返回家乡向馬生拉复仇并寻找母亲和妹妹。回到耶路撒冷以后，犹大以为母亲和妹妹已经死亡。他知道马生拉会参加战车比赛，由于比赛风险极高，常常死伤惨重，于是犹大想要通过比赛来复仇。经过了一场激烈的较量，犹大最後成功的戰勝了昔日的兄弟，而馬生拉也因比賽失利墜车而亡。猶大在馬生拉臨終前從他口中得知母親和妹妹還活著，只是在監獄裡染上了難以醫治的麻風病，才知道自己的妻子為了讓他的記憶裡一直存在家人以前的面貌而故意撒謊保全母女。然而猶大依舊是衝破了妻子以斯帖的重重阻攔來到了麻風谷見到了來此避疾的母親和妹妹。猶大的內心五味雜陳，他認為自己復仇的成功無法挽回親人疾病所带来的痛苦。
隨著時間的消逝，他的妹妹得撒病入膏肓，他原本想與妻子帮助母女二人治病，却發現城中空無一人——原來當天恰逢一位學者的公審。他衝向人群，發現這個被審判的人正是在自己危難之時喂他一瓢水的耶稣。猶大舀了一瓢水給了他，卻被羅馬軍官當場踢翻。围观人群裡充滿了對羅馬軍官的指責，反倒是出現了對犹大的鼓勵與支持，耶稣原諒了人間的所有人，並把所有人的罪恶与仇恨背負在了自己身上。隨著耶稣被釘上十字架而亡，天空中出現了天降甘露的吉兆。在遠處的山洞裡，以斯帖發現米利亞姆和得撒母女二人奇蹟般地痊癒了，整個世界沉浸在一片喜悦当中。

## 演員
- 卻爾登·希斯頓 飾 猶大·賓漢（英语：Judah Ben-Hur）
- 史蒂芬·博伊德 飾 馬薩拉（英语：Messala (Ben-Hur)）
- 瑪莎·斯科特 飾 米里亞姆
- Cathy O'Donnell 飾 Tirzah Bat-Hur
- Haya Harareet 飾 以斯帖（英语：Esther (Ben-Hur)）
- 薩姆·賈菲（英语：Sam Jaffe） 飾 西蒙尼德
- 傑克·霍金斯（英语：Jack Hawkins） 飾 Quintus Arrius
- Terence Longdon 飾 德魯甦斯
- 休·格里菲斯 飾 謝赫·伊德勒姆（英语：Sheik Ilderim）
- Frank Thring 飾 本丟·彼拉多
- Claude Heater （未掛名） 飾 耶穌
- Marina Berti 飾 弗拉維亞
- Jose Greci （未掛名） 飾 馬利亞
- Laurence Payne （未掛名） 飾 若瑟
- Richard Hale （未掛名） 飾 加斯帕
- Reginald Lal Singh 飾 梅爾基奧爾
- 邁克爾·杜根 （未掛名） 飾 水手
- 芬利·柯里 飾 Balthasar/旁白

## 票房
在首映期間，這部電影在北美租賃（分銷商在票房的分額）獲得了3360萬美元，且收穫了7470萬美元的票房銷售額。在其他地區（北美以外），《賓漢》收穫了3250萬的租金（票房約7220萬美元），全球總共有6610萬美元的租金收入，票房則收入1.469億美元，使這部電影成為1959年票房收入最高的一部電影。《賓漢》的成功，拯救了正困於金融災難中的米高梅。

## 榮譽
- 获得第32届奥斯卡11项大奖：
  - 最佳影片
  - 最佳导演-威廉·惠勒
  - 最佳男主角-卻爾登·希斯頓
  - 最佳男配角-休·格里菲斯
  - 最佳艺术指导
  - 最佳摄影
  - 最佳视觉效果
  - 最佳服装设计
  - 最佳剪辑
  - 最佳原创音乐
  - 最佳混音
  - 提名-最佳改编剧本

- 金球奖
  - 最佳影片
  - 最佳导演
  - 最佳男配角-史蒂芬·博伊德
  - 特殊奖（directing the chariot race sequence）-Andrew Marton

- 英国学院奖（BAFTA）最佳影片

## 外部連結
- 官方网站
- 互联网电影数据库（IMDb）上《賓漢》的资料（英文）
- 爛番茄上《賓漢》的資料（英文）
- 豆瓣电影上《賓漢》的資料 （简体中文）
- Box Office Mojo上《賓漢》的資料（英文）
- TCM电影资料库上《賓漢》的资料（英文）